# 사사키 요지
사사키 요지(일본어: 佐々木 陽次, 1992년 7월 2일 ~ )는 일본의 축구 선수이다. 현재 J2리그의 카탈레 도야마에서 뛰고 있다.

## 구단 경력
그는 2015년부터 J리그의 도쿠시마 보르티스, 카탈레 도야마에서 뛰었다.